# Tteok
Tteok (떡) (phát âm tiếng Hàn Quốc: [t ͈ ʌk]); cũng đánh vần ddeock, dduk, ddeog hoặc thuck chỉ một thể loại bánh truyền thống của người Hàn Quốc làm từ bột gạo nếp (tiếng Hàn Quốc gọi gạo này là chapssal). Một số loại tteok có thể làm từ bột gạo thường. Có hàng trăm loại khác nhau của tteok ăn quanh năm với vô số màu sắc, hương vị, hình dạng và nguyên liệu. Ở Hàn Quốc có tập quán ăn tteok guk (canh bánh tteok mặn) vào ngày Tết, tteok ngọt vào trong lễ cưới về lễ mừng sinh nhật. Một số nguyên liệu hay được dùng để chế biến tteok là đỗ xanh, kê, ngải cứu Triều Tiên, táo tàu và hoa quả khô khác, vừng, dầu ăn, đường, và hạt thông.

## Các loại
Tteok thường được chia ra làm 4 loại là bánh hấp (찌는 떡), bánh giã (치는 떡), bánh nhồi nặn và bánh rán. Loại bánh hấp dùng bột sống tạo hình xong sau đó đem hấp chín bằng nồi và chõ mà tiêu biểu là loại nồi siru (시루) nên đôi khi bánh tteok hấp còn gọi Sirutteok (시루떡). Bánh Tteok giã thường dùng gạo đồ chín rồi giã nhuyễn. Bánh Tteok nhồi nặn thì hấp chín bột sau đó mới nhồi nặn và tạo hình. Bánh tteok rán thì rán bằng chảo và dầu.
Bánh tteok hấp Sirutteok (시루떡):
- Duteop tteok (두텁떡)
- Baekseolgi (백설기)
- Kongtteok (콩떡)
- Jeungpyeon (증편)
- Mujigae tteok (무지개떡)

Bánh tteok giã:
- Injeolmi (인절미): Pat injeolmi (팥인절미), Kkaeinjeolmi (깨인절미), Kkaeinjeolmi (깨인절미), Kkaeinjeolmi (깨인절미)
- Garaetteok (가래떡; còn gọi hwin tteok, 흰떡)

Bánh tteok bột nhồi nặn:
- Kkul tteok (꿀떡)
- Songpyeon (송편)
- Gochitteok (고치떡)
- Ssamtteok (쌈떡)
- Dalgal tteok (닭알떡)
- Gyeongdan (경단)
- Bupyeon (부편)

Bánh tteok rán:
- Hwajeon (화전)
- Bukkumi (부꾸미)
- Juak (주악)

Loại khác
- Ssuk tteok (쑥떡)
- Gaksaek pyeon (각색편)